# Hylo Open
| 1987      | 1. Internationales Jubiläumsturnier Bischmisheim-Saarbrücken |
| 1988      | BMW-Badmintonturnier                                         |
| 1989–1995 | BMW-Cup                                                      |
| 1996      | keine Austragung                                             |
| 1997–2002 | BMW Open                                                     |
| 2003–2005 | Bitburger Open                                               |
| 2006–2009 | Bitburger SaarLorLux Open                                    |
| 2010–2017 | Bitburger Open Grand Prix Gold                               |
| 2018–2020 | SaarLorLux Open                                              |
| seit 2021 | Hylo Open                                                    |

Die Hylo Open (vormals Bitburger Open und SaarLorLux Open) sind eine hochrangige internationale Badmintonmeisterschaft in der Saarlandhalle von Saarbrücken. Sie gehören der BWF World Tour Series 300 an (Stand 2022) und damit zu den sechs höchstdotierten europäischen Turnieren und dem zweithöchstdotierten in Deutschland nach den German Open.
Die Badminton Open Saarbrücken entstanden aus einem internationalen Turnier des 1. BC Bischmisheim. Das Turnier wurde erstmals am 13. und 14. Juni 1987 als „1. Internationales Jubiläumsturnier“ ausgetragen. Mit dem wachsenden Erfolg des Vereins in Saarbrücken-Bischmisheim steigerte sich auch die Bedeutung des Turniers. Schon 1988 wurde mit BMW ein Hauptsponsor für den Turniernamen gewonnen. Über BMW-Badmintonturnier und BMW-Cup änderte sich der Turniername zu BMW Open International. Von 1990 bis 1997 wurde der Wettbewerb als offizielle DBV-Rangliste mit internationaler Beteiligung ausgetragen. 1996 fand kein Turnier statt, da in Saarbrücken bereits die German Open ausgetragen wurden. Nach dem Ausstieg von BMW präsentiert sich seit 2003 die Bitburger Brauerei als Titelsponsor. 2006 wurden von den Sponsoren 50.000 US-Dollar Preisgeld ausgeschüttet, für die Ausrichtung vom 2. bis 7. Oktober 2007 wurden 70.000 US-Dollar vergeben. Auch wurde der Name, aufgrund einer Kooperation mit den Badmintonverbänden von Frankreich und Luxemburg, von 2006 bis 2009 auf Bitburger SaarLorlux Open geändert. Ab 2010 war das Turnier mit 120.000 US-Dollar dotiert und wurde bis 2017 Bitburger Badminton Open genannt. 2018 erfolgte die Umbenennung in SaarLorLux Open und 2021, verbunden mit einer Preisgelderhöhung auf 320.000 (2021) bzw. 180.000 US-Dollar (2022), in Hylo Open.

## Preisgeldentwicklung
| Jahr       | Preisgeld   | Turnierkategorie   |
| ---------- | ----------- | ------------------ |
| 2003       | 30.000 USD  | -                  |
| 2004       | 15.000 USD  | IBF Kategorie A    |
| 2005       | 30.000 USD  | IBF Kategorie 1*   |
| 2006       | 50.000 USD  | IBF Kategorie 2*   |
| 2007       | 70.000 USD  | BWF Level 3B       |
| 2008- 2009 | 50.000 USD  | BWF Level 3B       |
| 2010- 2017 | 120.000 USD | BWF Level 3A       |
| 2018- 2019 | 75.000 USD  | BWF Tour Super 100 |
| 2020       | 90.000 USD  | BWF Tour Super 100 |
| 2021       | 320.000 USD | BWF Tour Super 500 |
| 2022       | 180.000 USD | BWF Tour Super 300 |
| 2023       | 210.000 USD | BWF Tour Super 300 |
| 2024       | 210.000 USD | BWF Tour Super 300 |

## Die Sieger
| Jahr | Herreneinzel             | Dameneinzel            | Herrendoppel                                   | Damendoppel                                 | Mixed                                          |
| ---- | ------------------------ | ---------------------- | ---------------------------------------------- | ------------------------------------------- | ---------------------------------------------- |
| 1987 | Volker Eiber             | Katrin Schmidt         | Volker Eiber Bernd Schwitzgebel                | Katrin Schmidt Andrea Schmid                | Stefan Maus Sigrid Bleymehl-Schley             |
| 1988 | Kim Brodersen            | Katrin Schmidt         | Markus Keck Robert Neumann                     | Katrin Schmidt Nicole Baldewein             | Markus Keck Katrin Schmidt                     |
| 1989 | Michael Søgaard          | Katrin Schmidt         | Stefan Frey Robert Neumann                     | Birgitta Lehnert Monica Halim               | Chen Jin Katrin Schmidt                        |
| 1990 | Jens Peter Nierhoff      | Katrin Schmidt         | Jens Peter Nierhoff Michael Søgaard            | Heidi Krickhaus Petra Dieris-Wierichs       | Chen Jin Katrin Schmidt                        |
| 1991 | Yoseph Phoa              | Margit Borg            | Michael Helber Markus Keck                     | Kerstin Weinbörner Karen Stechmann          | Chen Jin Cheng Yan                             |
| 1992 | Marek Bujak              | Nicole Baldewein       | Michael Keck Uwe Ossenbrink                    | Nicole Baldewein Anne-Katrin Seid           | Michael Keck Karen Stechmann                   |
| 1993 | Hargiono                 | Heidi Dössing          | Yoseph Phoa Iguh Donolego                      | Katrin Schmidt Kerstin Ubben                | Michael Keck Karen Stechmann                   |
| 1994 | Hargiono                 | Irina Serova           | Dharma Gunawi Li Ang                           | Katrin Schmidt Kerstin Ubben                | Michael Keck Karen Stechmann                   |
| 1995 | Hargiono                 | Monique Hoogland       | Michael Helber Michael Keck                    | Katrin Schmidt Kerstin Ubben                | Stephan Kuhl Nicol Pitro                       |
| 1996 | nicht ausgetragen        | nicht ausgetragen      | nicht ausgetragen                              | nicht ausgetragen                           | nicht ausgetragen                              |
| 1997 | Chris Bruil              | Tine Rasmussen         | Martin Lundgaard Hansen Janek Roos             | Tine Rasmussen Ann-Lou Jørgensen            | Janek Roos Ann-Lou Jørgensen                   |
| 1998 | Yong Yudianto            | Karolina Ericsson      | Michael Keck Christian Mohr                    | Erica van den Heuvel Judith Meulendijks     | Michael Keck Nicol Pitro                       |
| 1999 | Oliver Pongratz          | Zeng Yaqiong           | Quinten van Dalm Dennis Lens                   | Britta Andersen Lene Mørk                   | Chris Bruil Erica van den Heuvel               |
| 2000 | Xie Yangchun             | Xu Huaiwen             | Michael Søgaard Joachim Fischer Nielsen        | Claudia Vogelgsang Xu Huaiwen               | Michael Keck Erica van den Heuvel              |
| 2001 | Niels Christian Kaldau   | Pi Hongyan             | Michael Søgaard Michael Lamp                   | Neli Boteva Elena Nozdran                   | Chris Bruil Lotte Bruil                        |
| 2002 | Chen Gang                | Pi Hongyan             | Simon Archer Flandy Limpele                    | Mia Audina Lotte Bruil                      | Nathan Robertson Gail Emms                     |
| 2003 | Dicky Palyama            | Xu Huaiwen             | Michał Łogosz Robert Mateusiak                 | Nicole Grether Juliane Schenk               | Fredrik Bergström Johanna Persson              |
| 2004 | Niels Christian Kaldau   | Xu Huaiwen             | Simon Archer Anthony Clark                     | Kamila Augustyn Nadieżda Kostiuczyk         | Rasmus Andersen Britta Andersen                |
| 2005 | Kasper Ødum              | Xu Huaiwen             | Tony Gunawan Halim Haryanto                    | Nicole Grether Juliane Schenk               | Vladislav Druzchenko Johanna Persson           |
| 2006 | Ronald Susilo            | Xu Huaiwen             | Michał Łogosz Robert Mateusiak                 | Jiang Yanmei Li Yujia                       | Robert Mateusiak Nadieżda Kostiuczyk           |
| 2007 | Lu Yi                    | Wang Yihan             | Mathias Boe Carsten Mogensen                   | Yang Wei Zhang Jiewen                       | Kristof Hopp Birgit Overzier                   |
| 2008 | Chetan Anand             | Maria Febe Kusumastuti | Mathias Boe Carsten Mogensen                   | Helle Nielsen Marie Røpke                   | Valiyaveetil Diju Jwala Gutta                  |
| 2009 | Jan Ø. Jørgensen         | Juliane Schenk         | Rupesh Kumar Sanave Thomas                     | Helle Nielsen Marie Røpke                   | Mikkel Delbo Larsen Mie Schjøtt-Kristensen     |
| 2010 | Chen Long                | Liu Xin                | Mathias Boe Carsten Mogensen                   | Pan Pan Tian Qing                           | Zhang Nan Zhao Yunlei                          |
| 2011 | Hans-Kristian Vittinghus | Li Xuerui              | Bodin Isara Maneepong Jongjit                  | Mizuki Fujii Reika Kakiiwa                  | Chan Peng Soon Goh Liu Ying                    |
| 2012 | Chou Tien-chen           | Juliane Schenk         | Ingo Kindervater Johannes Schöttler            | Wang Rong Zhang Zhibo                       | Anders Kristiansen Julie Houmann               |
| 2013 | Chou Tien-chen           | Nitchaon Jindapol      | Mads Conrad-Petersen Mads Pieler Kolding       | Eefje Muskens Selena Piek                   | Michael Fuchs Birgit Michels                   |
| 2014 | Chou Tien-chen           | Sun Yu                 | Wang Yilu Zhang Wen                            | Ou Dongni Yu Xiaohan                        | Zheng Siwei Chen Qingchen                      |
| 2015 | Ng Ka Long               | Akane Yamaguchi        | Mads Conrad-Petersen Mads Pieler Kolding       | Tang Yuanting Yu Yang                       | Robert Mateusiak Nadieżda Zięba                |
| 2016 | Shi Yuqi                 | He Bingjiao            | Ong Yew Sin Teo Ee Yi                          | Chen Qingchen Jia Yifan                     | Zheng Siwei Chen Qingchen                      |
| 2017 | Rasmus Gemke             | Nitchaon Jindapol      | Kim Astrup Anders Skaarup Rasmussen            | Jongkolphan Kititharakul Rawinda Prajongjai | He Jiting Du Yue                               |
| 2018 | Subhankar Dey            | Cai Yanyan             | Marcus Ellis Chris Langridge                   | Gabriela Stoeva Stefani Stoeva              | Marcus Ellis Lauren Smith                      |
| 2019 | Lakshya Sen              | Li Yun                 | Di Zijian Wang Chang                           | Liu Xuanxuan Xia Yuting                     | Guo Xinwa Zhang Shuxian                        |
| 2020 | Toma Junior Popov        | Kirsty Gilmour         | Jeppe Bay Lasse Mølhede                        | Gabriela Stoeva Stefani Stoeva              | Mathias Christiansen Alexandra Bøje            |
| 2021 | Loh Kean Yew             | Busanan Ongbumrungpan  | Markus Fernaldi Gideon Kevin Sanjaya Sukamuljo | Chisato Hoshi Aoi Matsuda                   | Dechapol Puavaranukroh Sapsiree Taerattanachai |
| 2022 | Anthony Ginting          | Han Yue                | Lu Ching-yao Yang Po-han                       | Benyapa Aimsaard Nuntakarn Aimsaard         | Rehan Naufal Kusharjanto Lisa Ayu Kusumawati   |
| 2023 | Chou Tien-chen           | Zhang Beiwen           | Liu Yuchen Ou Xuanyi                           | Zhang Shuxian Zheng Yu                      | Tang Chun Man Tse Ying Suet                    |
| 2024 | Christo Popov            | Mia Blichfeldt         | Ben Lane Sean Vendy                            | Sung Shuo-yun Yu Chien-hui                  | Jesper Toft Amalie Magelund                    |